# 𠙶山镇
𠙶山镇，是中国安徽省中南部、长江北岸枞阳县下辖的一个乡镇级行政单位。2021年1月，凤仪乡併入𠙶山镇。

## 行政区划
𠙶山镇下辖以下地区：
护国社区、大港村、万桥村、巢山村、桃花村、破罡村、周山村、白荡湖村、𠙶山村和新开村。